# Неокесарийская митрополия
Неокесари́йская митропо́лия (греч. Ιερά Μητρόπολη Νεοκαισαρείας) — бывшая епархия Константинопольской православной церкви, существовавшая с 325 до 1922 года с центром в городе Неокесария (ныне турецкий Никсар). Правящие архиереи на момент упразднения митрополии носили титул «Митрополит Неокесарийский, ипертим и экзарх Понта Полемониакского».

## История
Неокесария первоначально носит имя Кабира и является столицей Понтийского царства. Позже римляне переименовали его в Диосполис в 73 году до н. э., а Полемон I Понтийский — в Севастию в 35 году до н. э. В 64 году римляне дали ему имя Неакесария.
Григорий Нисский утверждал, что около 240 года, когда Григорий Чудотворец был рукоположён епископом своего родного города, в Неокесарии было только семнадцать христиан и что к его смерти в 270 году насчитывалось только семнадцать язычников. В 315 году там состоялся большой собор, акты которого сохранились до наших дней.
Будучи рано поставлена во главе церковной провинции, Неокесария имела четыре подчинённых епископских престола в VII веке (около 640 года) и 10 — в XII. После сельджукского завоевания региона в 1075 году их количество постепенно уменьшалось, и в четырнадцатом веке не осталось ни одного. В восемнадцатом веке была создана новая Неапольская епископия, которая в 1889 году стала самоотверженной Колонийской митрополией. Во время османского владычества кафедра была перенесена в Евдокияс (Токат), а в 1903 году — в Инои (Юне).
После поражения Греции в греко-турецкой войне и насильственного обмена населения между Грецией и Турцией в 1922 году на территории епархии не осталось православного населения.

## Епископы
- Исаия (май 1793 – 1801)
- Мелетий (марта 1801 — мая 1816)
- Кирилл III (мая 1816—1850)
- Леонтий (4 мая 1850 — 7 ноября 1864)
- Иерофей (Финтиас) (7 ноября 1864 — 29 августа 1868)
- Леонтий (29 августа 1868 — 1 ноября 1868)
- Мелетий (Кавасилас) (18 ноября 1868 — 3 апреля 1872)
- Иерофей (Финтиас) (3 апреля 1872 — 25 августа 1883)
- Константий (Исаакидис) (3 сентября 1883 — 15 июля 1895)
- Александр (Ригопулос) (15 июля 1895 — 18 октября 1903)
- Амвросий (Ставринос) (18 октября 1903 — 25 апреля 1911)
- Поликарп (Псомиадис) (28 апреля 1911 — 13 октября 1922)
- Агафангел (Константинидис) (25 октября 1922 — 20 марта 1924)
- Амвросий (Ставринос) (22 марта 1924 — 24 октября 1929)
- Хризостом (Коронеос) (7 мая 1944 — 27 ноября 1976)